# Волиња
Волиња је насељено мјесто у општини Двор, у Банији, Сисачко-мославачка жупанија, Република Хрватска.

## Историја
Волиња се од распада Југославије до августа 1995. године налазила у Републици Српској Крајини.

## Становништво
На попису становништва 2011. године, Волиња је имала 77 становника.
| Националност       | 1991. | 1981. | 1971. | 1961. |
| Срби               | 209   | 230   |       |       |
| Југословени        | 5     | 12    |       |       |
| Хрвати             | 8     | 6     |       |       |
| остали и непознато | 6     | 4     |       |       |
| Укупно             | 228   | 252   | '     | '     |

| Демографија | Демографија | Демографија |
| Година      | Становника  | Становника  |
| ----------- | ----------- | ----------- |
| 1961.       | 286         |             |
| 1971.       | 272         |             |
| 1981.       | 252         |             |
| 1991.       | 228         |             |
| 2001.       | 81          |             |
| 2011.       |             | 77          |

## Попис 1991.
На попису становништва 1991. године, насељено место Волиња је имало 228 становника, следећег националног састава:
| Попис 1991.‍ | Попис 1991.‍ | Попис 1991.‍ | Попис 1991.‍ | Попис 1991.‍ |
| ----------- | ----------- | ----------- | ----------- | ----------- |
|             |             |             |             |             |
| Срби        | Срби        |             | 209         | 91,66%      |
| Хрвати      | Хрвати      |             | 8           | 3,50%       |
| Југословени | Југословени |             | 5           | 2,19%       |
| Грци        | Грци        |             | 1           | 0,43%       |
| непознато   | непознато   |             | 5           | 2,19%       |
| укупно: 228 |             |             |             |             |